# جامعة فرايبيرغ التكنولوجية
الجامعة التكنولوجية فرايبيغ هي جامعة تقع في مقاطعة ساكسونيا في ألمانيا ويتركز محور أبحاث الجامعة على أربعة جوانب: علم الأرض والمواد والطاقة والبيئة وأُسِّسَت الجامعة سنة 1765 وتعتبر من أقدم الجامعات في العالم في علوم المناجم واستخراج المعادن والمعالجة.

## الكليات
يوجد في الجامعة ست كليات: كليات
1. كلية معلوماتية والرياضيات.
2. كلية الكيمياء وفيزياء.
3. كلية علوم وهندسة الأرض.
4. كلية هندسة ميكانيك والطاقة والعمليات.
5. كلية علم وهندسة المواد.
6. كلية الإدارة والاقتصاد.